# Perły słodkowodne

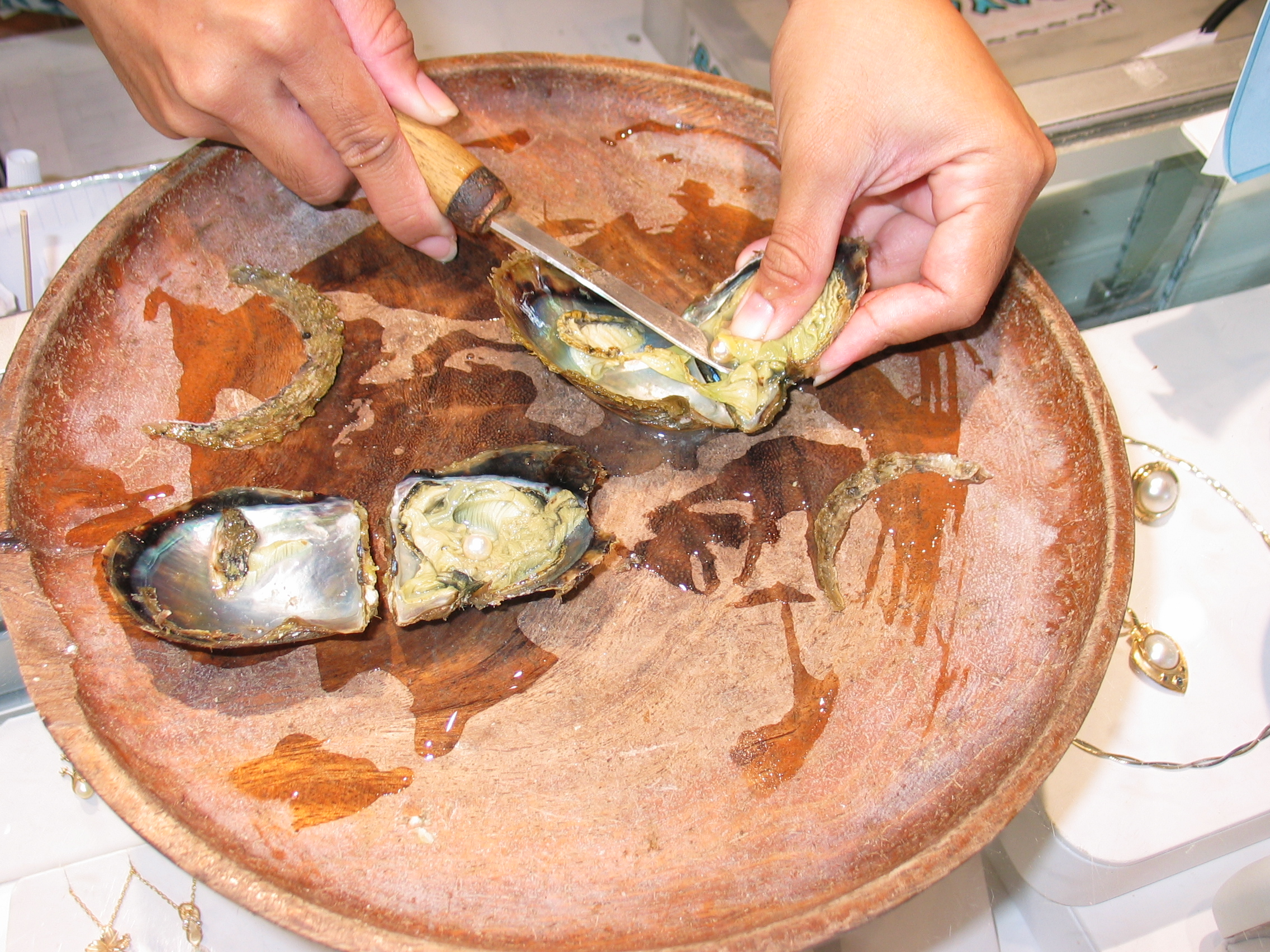
Pozyskiwanie perły

Perły słodkowodne – naturalne perły słodkowodne powstają w małżach słodkowodnych, głównie z rodzajów Margaritifera (Perłoródka rzeczna), Unio (pot. skójka) i Anodonta (szczeżuja), żyjących w rzekach różnych krajów półkuli północnej o umiarkowanym klimacie.
Znaczenie gemmologiczne pereł słodkowodnych jest niewielkie. W średniowieczu, w Europie połów pereł był absolutnym przywilejem książęcym. Złowione perły musiały zostać dostarczone danemu władcy. Poławianie pereł w rzekach nie ma dziś znaczenia gospodarczego. Wskutek zanieczyszczenia wód populacje słodkowodnych małży, które wytwarzały perły o wartości jubilerskiej, w dużym stopniu wyginęły. W niektórych rzekach ich populacja częściowo się zregenerowała wskutek polepszenia jakości wód, lecz dalsza ich egzystencja nadal jest zagrożona (zbyt duża zawartość azotanów w wodzie). W krajach skandynawskich i Europie środkowej perłoródki rzeczne są pod ochroną, a połów pereł jest zakazany.

## Miejsca występowania pereł słodkowodnych
Austria, Francja, Polska – w przeszłości perłoródki rzeczne, które wytwarzały najcenniejsze perły słodkowodne, występowały w niektórych rzekach Dolnego Śląska (Kwisa, Nysa Kłodzka, Nysa Łużycka, Bóbr), ale wyginęły tam. Także Niemcy (Saksonia, Bawaria), Wielka Brytania – okolice Liverpoolu (rzeka Conway) tu w XVII w. wydobyto wspaniałą "perłę z Conway", strumienie Szkocji, Czechy, rzeki północnej Rosji – od 1721 r. według rozporządzenia carskiego pereł nie mogły poławiać osoby prywatne; później zakaz cofnięto, pod warunkiem oddawania dużych i pięknych pereł skarbowi państwa. Ponowną kontrolę państwową wprowadziła Katarzyna II. Rabunkowe połowy doprowadziły do wyniszczenia słodkowodnych małży, które wytwarzały perły. 
Główne miejsca pozyskiwania pereł:
Chiny – prowincja Hoppo, Japonia, Mongolia, Kanada, USA – stany: Ohio, Arkansas, Iowa, Kolorado, Tennessee. Z górnego biegu Missisipi pochodzą piękne "perły Wisconsin" o różnobarwnych odcieniach.

## Hodowane perły słodkowodne

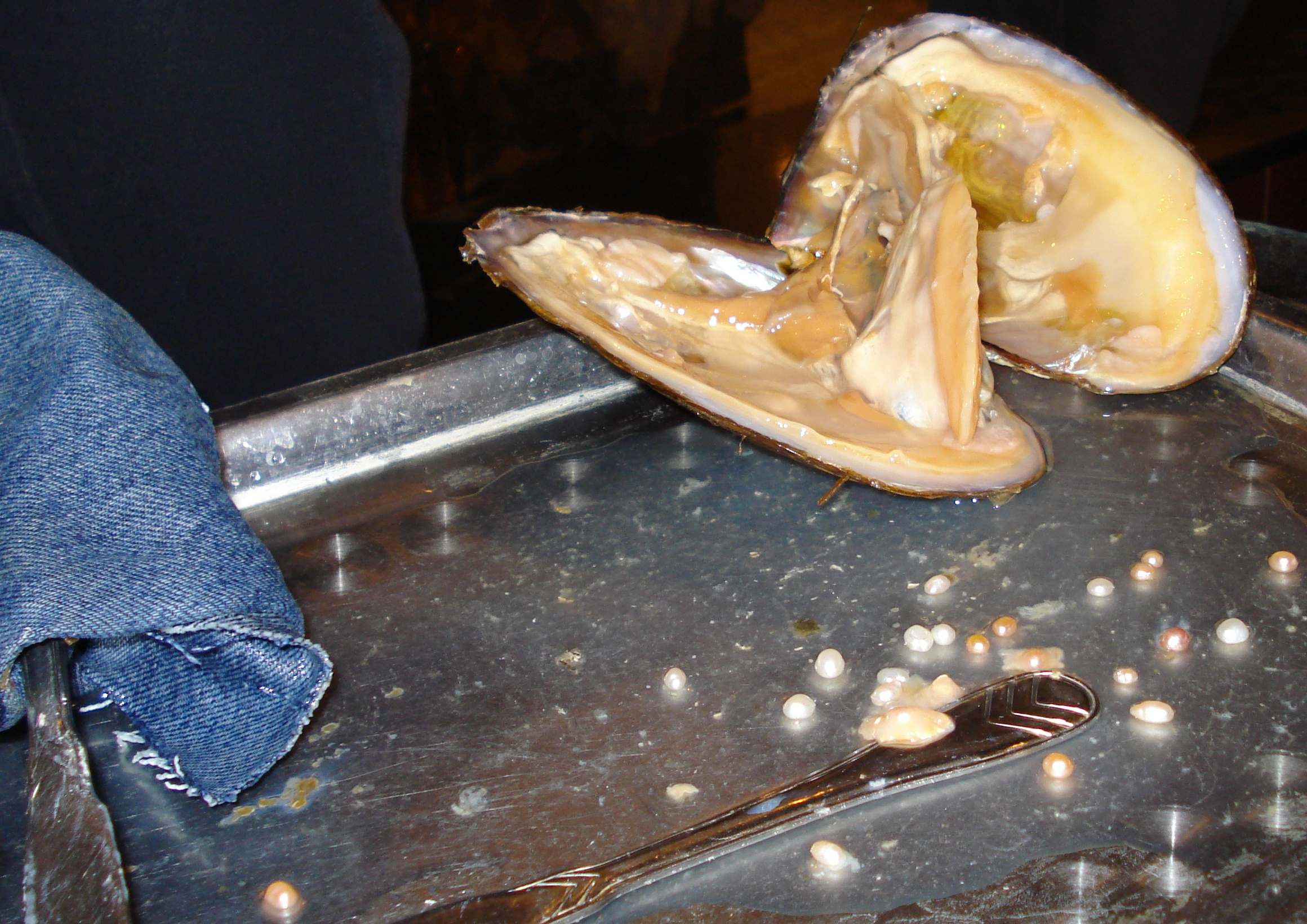
Wytwórnia biżuterii z hodowanych pereł słodkowodnych koło Pekinu

Od lat 50. XX wieku w jeziorze Biwa (jap. Biwa–ko) na północ od Kioto, na wyspie Honsiu (Japonia) istnieje hodowla pereł słodkowodnych. Od początku lat 70. również w Chinach hoduje się perły słodkowodne.
Metody stosowane w hodowli:
Małżom słodkowodnym (Hyriopsis schlegeli) wszczepia się tu kawałki nabłonka o wymiarach 4x4 mm, zwykle bez twardego jądra. Ponieważ małże tego gatunku są szczególnie duże (20 x 11 cm), do każdej połówki muszli można wykonać do 10 wszczepień, a niekiedy dodatkowo jeszcze jedno z jądrem z masy perłowej. W każdym miejscu operacji tworzy się woreczek perłowy z perłą. Po 2 latach perły mają już 6 mm, lecz rzadko są okrągłe. Stąd też wyjmuje się z małża, owija nowym nabłonkiem i wszczepia do tego samego lub innego małża w celu poprawienia kształtu. Hodowane perły Biwa-ko osiągają ostatecznie 12 mm średnicy. Kształty rzeczywiście okrągłe należą do rzadkości. Długość życia małża słodkowodnego wynosi 13 lat, lecz po zabiegu operacyjnym tylko przez 3 lata produkuje on macicę perłową. Wiele małżów nadaje się do trzykrotnego wykorzystania. Hodowla odbywa się tak jak w przypadku małżów morskich, w klatkach na głębokości 1–2 m w wodzie. Wskaźnik powodzenia wynosi około 60% i jest znacznie wyższy niż w wodzie słonej.